# Monzambano
Monzambano és un municipi situat al territori de la província de Màntua, a la regió de la Llombardia, (Itàlia).
Monzambano limita amb els municipis de Cavriana, Ponti sul Mincio, Pozzolengo, Valeggio sul Mincio i Volta Mantovana.
Pertanyen al municipi les frazioni de Castellaro Lagusello, Olfino i Pille

## Galeria

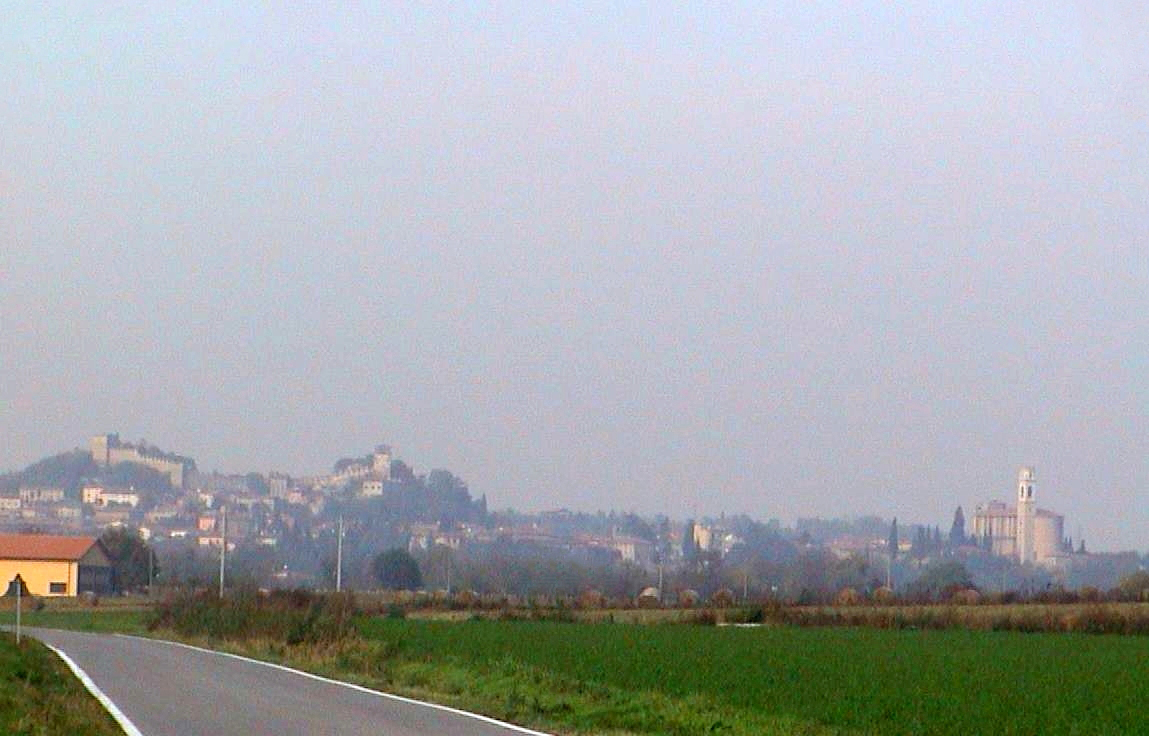
Panorama de Monzambano
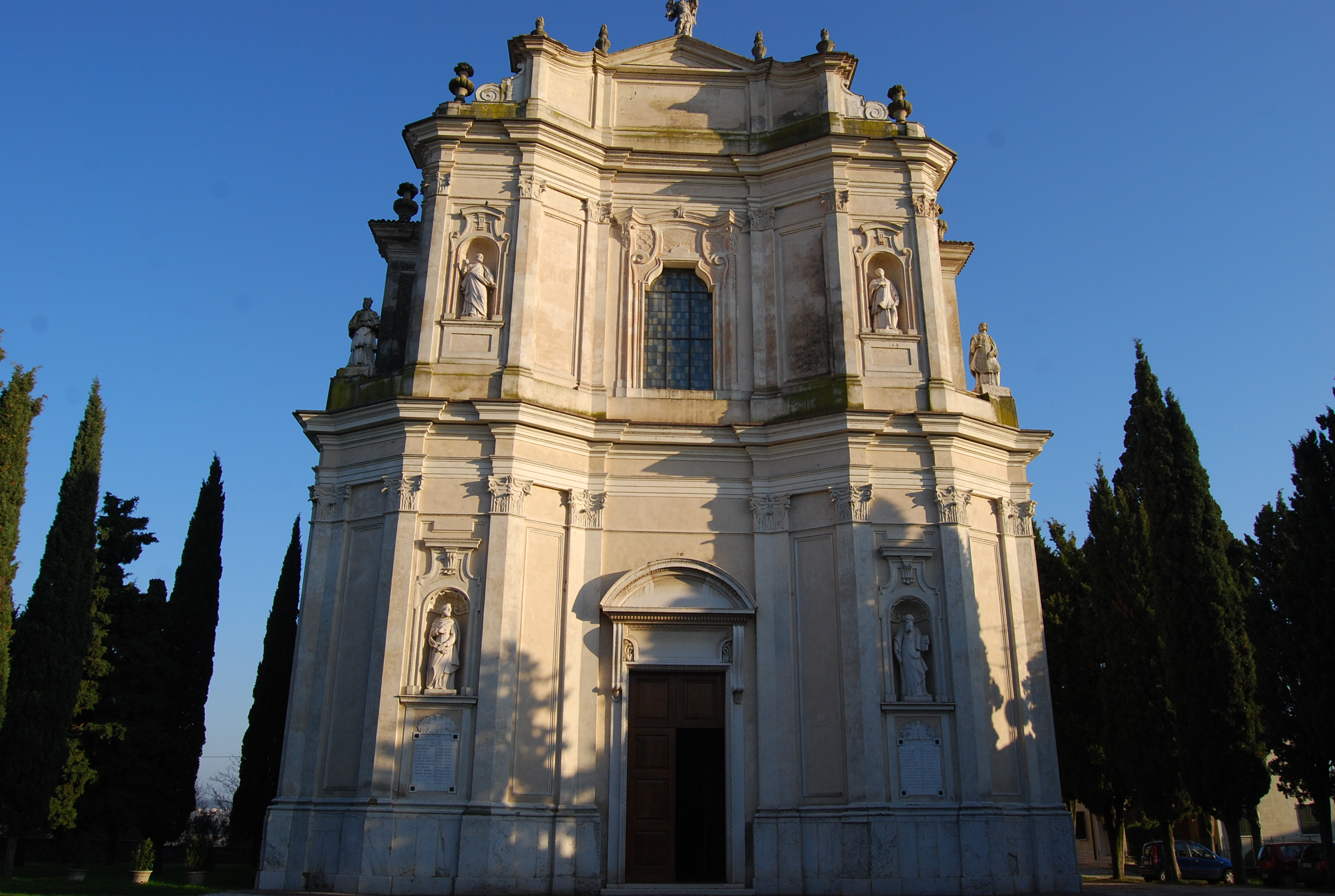
Església de St. Miquel
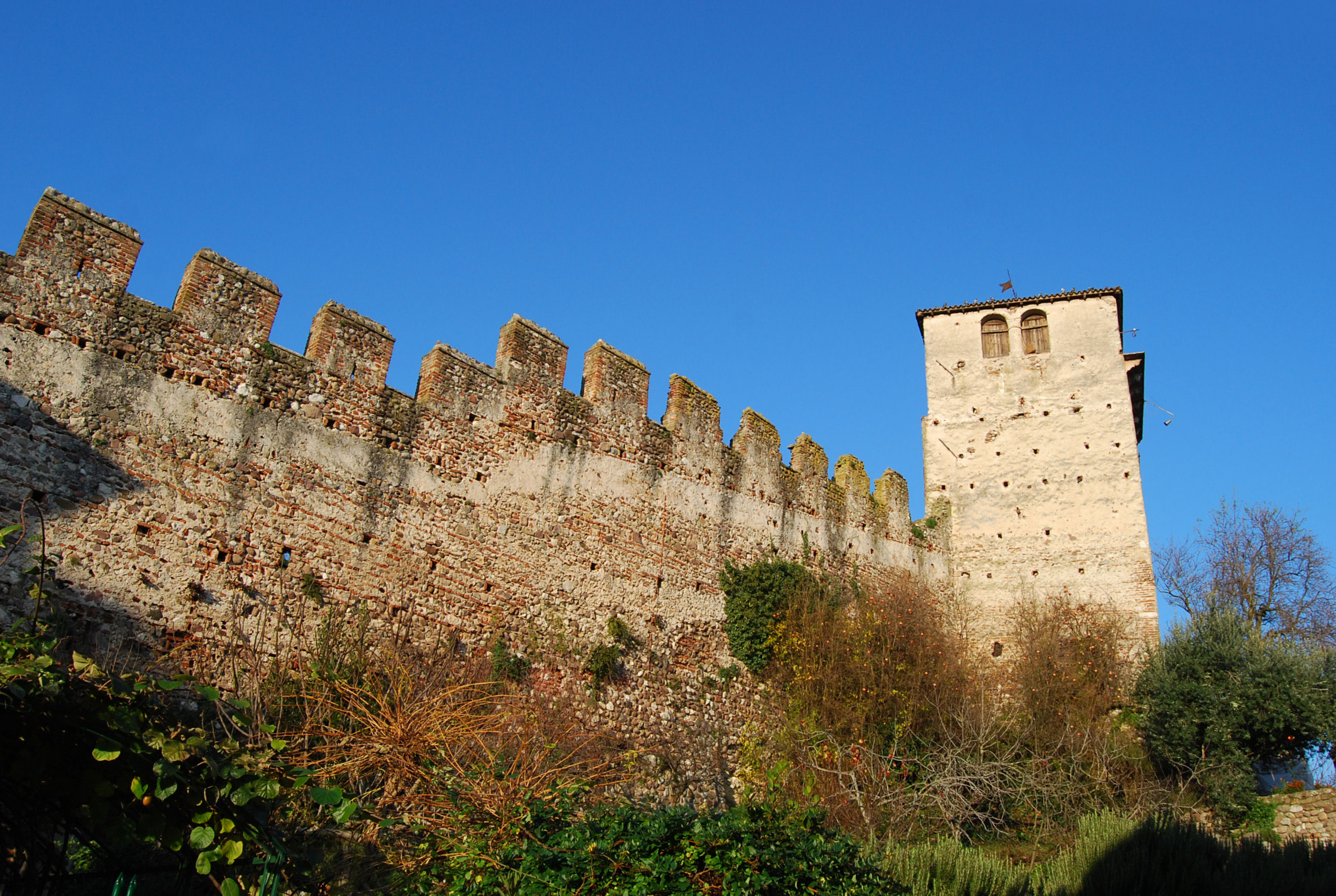
Castell de Monzambano
Localització de Monzambano a la província de Màntua